# El pecado de una madre
El pecado de una madre és una pel·lícula mexicana filmada en 1962 i dirigida per Alfonso Corona Blake, protagonitzada per Libertad Lamarque i Dolores del Río.

## Argument
Una pel·lícula altament dramàtica on dues dones hauran de decidir entre l'amor d'un home o l'amor d'un fill. Aquesta pel·lícula tracta la història de dues dones enamorades del mateix home, la tragèdia comença quan en morir en un terrible accidenti la mare i el pare deixen orfe a un fill al qual la segona dona recull i cria com si fora d'ella. Un dia la mare que no va morir torna a reclamar al seu fill.

## Repartiment
- Libertad Lamarque - Ana María
- Dolores del Río - Gabriela del Valle
- Pedro Geraldo - Gustavo del Valle, fill
- Enrique Rambal - Gustavo del Valle, pare
- Tere Velázquez - Xicota de Gustavo
- Luis Manuel Pelayo - Doctor
- Alejandra Meyer